# الیکایی برزخی
الیکایی برزخی (نام علمی: Cantorchilus elutus) نام یک گونه از سرده کنارخوان‌ها است.